# Burgwall Netzeband

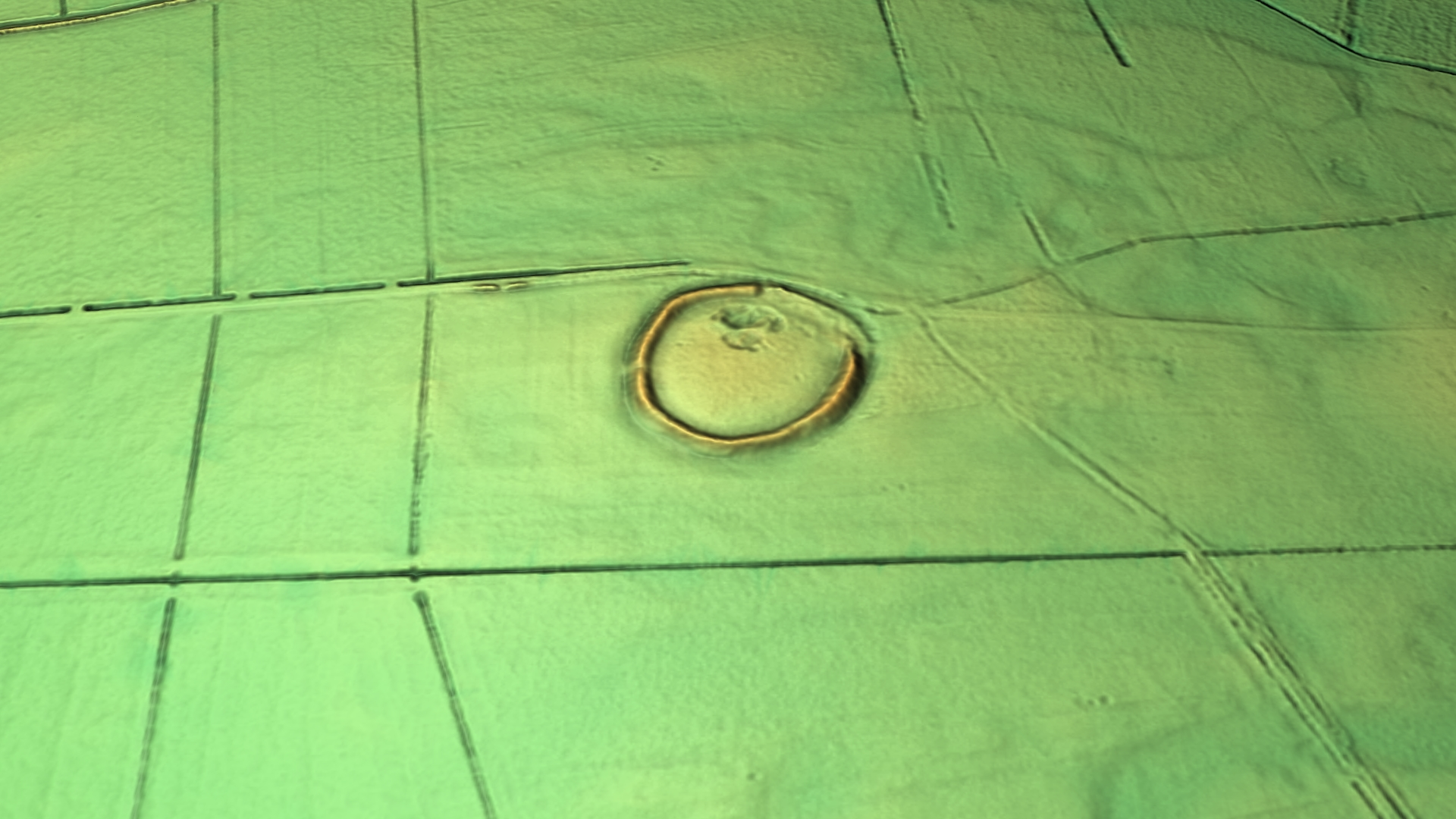
3D-Ansicht des digitalen Geländemodells

Bei dem Burgwall von Netzeband, einem Ortsteil der Gemeinde Temnitzquell im Landkreis Ostprignitz-Ruppin, handelt es sich um den Burgstall einer slawischen Niederungsburg, einen slawischen Burgwall, der im 8. bis 10. Jahrhundert bestand. 
Das Bodendenkmal liegt etwa drei Kilometer südwestlich des Ortes in einer ausgedehnten Niederung. Die kreisrunde Burganlage hat einen Durchmesser von maximal 130 Metern und ist heute mit alten Eichen bestanden. Die eintorige Wallburg stellt eine typisch slawische Fluchtburg dar, die im 8. bis 10. Jahrhundert existierte. Damals lag die Burg inmitten von feuchten und sumpfigen Wiesen und war so auf natürliche Weise geschützt. Keramikfunde deuten darauf hin, dass der Wall im Mittelalter nachgenutzt wurde.